# Amanda Labarca
Amanda Crispina del Carmen Pinto Sepúlveda, más conocida como Amanda Labarca, (Santiago, 5 de diciembre de 1886 al 2 de enero de 1975). Fue una destacada profesora, escritora, feminista, embajadora y política chilena. Su obra se orientó principalmente a la mejora de la situación de la mujer latinoamericana y al sufragio femenino en Chile.

## Biografía
Nació el 5 de enero de 1886 en Santiago de Chile.  Fue bautizada e inscrita en el registro civil como Amanda Pinto Sepúlveda. Sus padres fueron el abogado y comerciante, Onofre Pinto Pérez de Arce y su esposa Sabina Sepúlveda. 
Cursó sus primeros estudios en una escuela primaria de la calle San Isidro en Santiago. Posteriormente ingresó en el Liceo Americano, de Isabel Le Brun, precursora de la educación femenina en Chile, el liceo fue uno de los primeros establecimientos en Chile, que ofreció educación superior a las mujeres. Gracias a la influencia del pensamiento de Le Brun por la instrucción femenina,  y a su profesor de Castellano, Manuel Guzmán, Labarca desarrolló sus primeras inquietudes intelectuales, en torno a la literatura y las humanidades, al igual que su interés por la educación.
Con 16 años de edad, el año 1902 Labarca rinde los exámenes correspondientes para alcanzar el grado de Bachiller en Humanidades.Trabajó como profesora primaria en el Santiago College, donde además se desempeñó como secretaria asistente de la dirección. Durante esta época conoció al escritor Guillermo Labarca Huberston, su futuro marido. Juntos ingresaron al Instituto Pedagógico, Amanda para estudiar pedagogía en Castellano y él, Historia y Geografía. En diciembre de 1905 y con 18 años, se tituló de Profesora de Estado con mención en Castellano, del Instituto Pedagógico de la Universidad de Chile.
El año 1906 contrae nupcias con Guillermo Labarca Hubertson de quien adoptó sus apellidos, se rumora que en protesta por la oposición de su familia al matrimonio.
En 1906 fue nombrada subdirectora de la Escuela Normal n.º 3, y al año siguiente publicó su primera obra: Impresiones de juventud, un conjunto de breves estudios de la generación española del noventa y ocho.
En 1910 viajó a Estados Unidos para continuar sus estudios en la Universidad de Columbia, financiada por una beca que obtuvo en 1911, a la que pudo ir con su marido, quien también ganó una semejante. Posteriormente, en 1912, siguió su especialización en Francia, en la Universidad de La Sorbona, continuando sus estudios en educación escolar. 
En ambas universidades, se impregnó de las ideas feministas vigentes en Europa, de las cuales rescató la responsabilidad y la conciencia que la mujer debe tener de su propia historia. Convencida de lo que creía correcto, participó activamente a través de la educación como herramienta insustituible, impulsando tertulias femeninas en el Palacio Urmeneta. De ahí surgió el Círculo Femenino de Estudios, en 1919.
Su segunda obra aparece en 1915, titulada Tierras extrañas. Tuvo que enfrentar los herméticos y recalcitrantes círculos masculinos, aunque poco a poco fue generando un espacio en el que ganó respeto y reconocimiento. El propio Presidente de la República, Juan Luis Sanfuentes, la nombró directora del Liceo de Niñas N.º 5, en mérito de lo anterior.
En 1915 cuando era aún estudiante organizó el Círculo de Lectura inspirada  en los Readings Clubs de Estados Unidos. Esta organización permitía llevar la educación y la cultura a las mujeres, que en esa época eran marginadas, sin importar su condición social. Del Círculo de Lectura se desprendió, en 1919, el Consejo Nacional de Mujeres. Amanda Labarca participó en él junto a Celinda Reyes.
En 1918, volvió a Estados Unidos enviada por el gobierno, de donde nació la obra: Las escuelas secundarias en los Estados Unidos.
En 1919 publica La educación Secundaria y toma la cátedra de Sicología Pedagógica en el Instituto Pedagógico de la Universidad de Chile. Debió suspender sus actividades durante el primer gobierno de Carlos Ibáñez del Campo, lo cual retomaría tiempo más tarde. Durante 1927 y 1931 fue la jefa de la Dirección General de Educación Secundaria del Ministerio de Educación.
Creó las famosas Escuelas de temporada de la Universidad de Chile, las cuales cumplen aún hoy con su vigencia. En 1939 publicó La Historia de la Enseñanza en Chile y La evolución de la Segunda Enseñanza. En "Bases para una Política Educacional", promueve la función social de la educación, que esté al servicio de población y sus realidades. Dictó cursos y seminarios en países de toda América.
En 1921, inició sus colaboraciones con El Mercurio.
En 1922 obtuvo el cargo de Profesora Extraordinaria de Psicología, en la Facultad de Filosofía, Humanidades y Educación de la Universidad de Chile: Gracias a ello, pronto se le asigna una cátedra de filosofía en la misma universidad, siendo la primera mujer chilena y latinoamericana en ejercer este cargo.
Se incorporó como militante en el Partido Radical. En 1922, presentó un proyecto para mejorar los derechos civiles, políticos y jurídicos de las mujeres, que dentro del Código Civil de Chile estaban restringidos, (lucha que proseguirá hasta el final del siglo). 
Logró el año 1925 la aprobación de un Decreto Ley conocido como Ley Maza (por el nombre del senador José Maza Fernández) que restringe en el Código Civil, las atribuciones de patria potestad del padre, en favor de la madre; se habilita a las mujeres para atestiguar ante la ley, y autoriza a la mujer casada para administrar los frutos de su trabajo.
Como educadora impulsó, en 1932, la creación del Liceo Experimental Manuel de Salas, para la formación de los futuros docentes.
En 1935 es nombrada presidente del Comité ejecutivo de la comisión chilena de Cooperación Intelectual.
Fue una de las fundadoras del Comité Nacional pro Derechos de la Mujer, creado en 1933, junto a Elena Caffarena y otras mujeres.
En 1940 publicó La Educación Decadente y en 1945 Desvelos del Alma. Un año después fue nombrada representante de Chile ante las Naciones Unidas, y fue jefa de la sección Estatus de la Mujer, entre 1947 y 1949. Ya viuda, regresa a Chile y retoma sus actividades académicas y activistas.
Nombrada embajadora en 1946, por el gobierno del presidente Gabriel González Videla, como representante de Chile ante las Naciones Unidas, y jefa de la sección Estatus de la Mujer.
Fue también crítica literaria y escritora, preocupándose especialmente por el rol de la mujer en la sociedad. Dirigió el periódico del Círculo de Lectura, Acción Femenina, que tuvo destacada participación en la lucha por la obtención del voto femenino y en combatir el cohecho (venta de votos). Gracias a ello, en 1944, es electa presidenta de la Federación Chilena de Instituciones Femeninas, siendo la primera presidenta de la organización que congregó cerca de 200 organizaciones femeninas de diversos orígenes políticos y sociales.

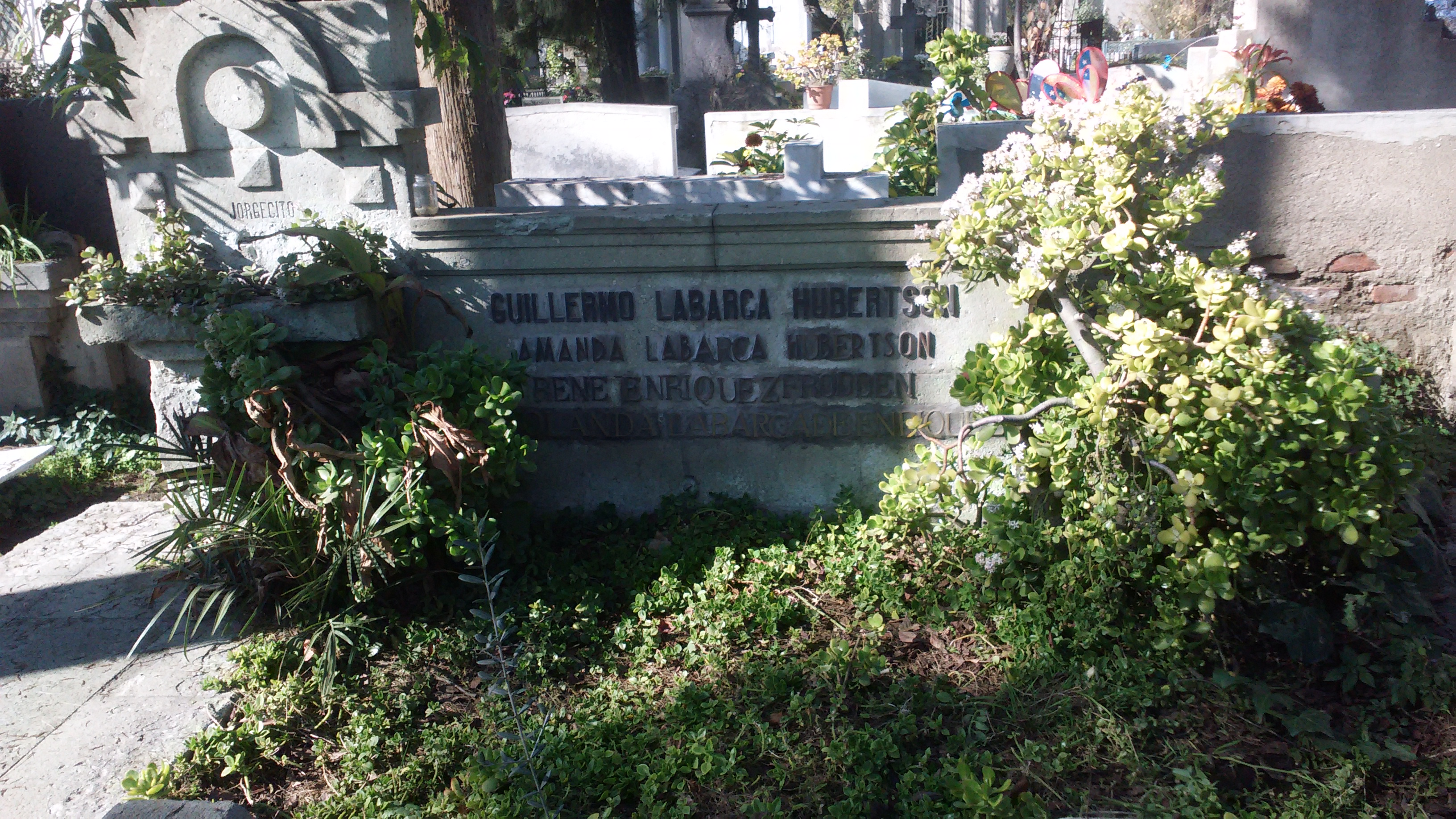
Su tumba y a de su esposo en el Cementerio General de Santiago

Creó las Escuelas de temporada de la Universidad de Chile, dirigiéndolas hasta 1944. Dictó cursos y seminarios en países de toda América.
En 1964 fue distinguida como Miembro Académico de la Facultad de Filosofía y Educación de la Universidad de Chile, y en 1969 de la Academia de Ciencias Políticas, Sociales y Morales del Instituto de Chile. Sus últimos años los dedicó a la escritura de numerosos estudios relativos a la educación y la mujer, artículos de prensa en El Mercurio y continuó con sus famosas tertulias, ampliándose a importantes intelectuales de toda Latinoamérica. Fallece en Santiago el 2 de enero de 1975.
Falleció en Santiago, el 2 de enero de 1975, a los 88 años de edad. Su legado aún permanece vigente en múltiples publicaciones en favor de los derechos de la mujer y sobre temas de educación. 
Escribió numerosos libros sobre educación y feminismo, además de escribir para periódicos norteamericanos, dirigió a las mujeres en el partido Radical. Al respecto, algunos autores indican que su obra se enmarca dentro del grupo de escritoras y ensayistas de orientación feminista liberal como Vera Zouroff, Elvira Santa Cruz Ossa y Delie Rouge.

## Homenajes

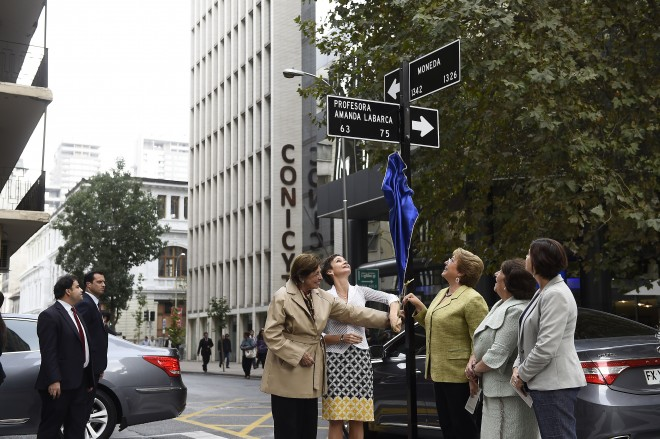
Michelle Bachelet durante la ceremonia cambio de nombre de calle Almirante Lorenzo Gotuzzo por Profesora Amanda Labarca, evento es organizado por la alcaldesa de la Municipalidad de Santiago, Carolina Tohá y la ministra de Educación, Adriana Delpiano (2016).

En 1976, La Universidad de Chile creó la Condecoración al Mérito Amanda Labarca en su memoria, dirigido al reconocimiento de los méritos de una mujer universitaria, premio que se entrega anualmente.
Existe también la residencia Amanda Labarca en la Universidad de Chile, la cual acoge a más de 30 estudiantes de diversas regiones del país cada año.
Hay un liceo municipal en la comuna de Vitacura que lleva su nombre en su honor.
Una calle peatonal de la comuna de Santiago también lleva su nombre, la calle (ubicada entre las calles Hermanos Amunátegui y Teatinos) que por 36 años llevó el nombre de "Lorenzo Gotuzzo" (en homenaje al ministro de Hacienda del período de Augusto Pinochet), pasa a llamarse desde el 6 de marzo de 2016 "Calle Profesora Amanda Labarca".

## Obras o libros
- Impresiones de juventud (1907)
- Actividades femeninas en Estados Unidos (1914)
- En tierras extrañas (1914)
- Las escuelas secundarias en los Estados Unidos (1918)
- La lámpara maravillosa (1921)
- Lecciones de Filosofía (1923)
- Nuevas orientaciones de la enseñanza
- Adónde va la mujer (1934)
- Bases para una política educacional (1944).
- Desvelos en el alba (1945)
- Feminismo contemporáneo (1948)
- Historia de la enseñanza en Chile (1948)- Corrección, primera edición realizada en las Publicaciones de la Universidad de Chile, 1939.

Otras obras:
- Meditaciones breves
- Perspectiva de Chile
- Cuentos a mi señor